# 长江路站 (南昌市)
长江路站位于中华人民共和国江西省南昌市红谷滩区凤凰洲街道丰和北大道与长江路交叉口，是南昌地铁1号线的地铁车站，车站于2015年12月26日和1号线一同启用。

## 车站结构
站厅在地下一层，站台在地下二层为岛式站台。

### 楼层
| 1层  | 地面               | 出入口                       |  |  |
| -1层 | 站厅               | 自动售票机、客服中心         |  |  |
| -2层 |                    | █ 1号线 往昌北机场（孔目湖） |  |  |
|      | 岛式站台，左侧开门 |                              |  |  |
|      |                    | █ 1号线 往麻丘（珠江路）     |  |  |

### 出入口
本站共开放3个出入口，预留1个出入口。
| 编号                   | 指示                       | 图片 | 建议前往的目的地                                               |
| ---------------------- | -------------------------- | ---- | -------------------------------------------------------------- |
| 出口 · 1L              | 丰和北大道东侧，长江路南侧 |      | 绿地外滩公馆、江西师范大学附属中学滨江分校、锦江路、红谷北大道 |
| 出口 · 3L              | 丰和北大道西侧，长江路北侧 |      | 凤凰花园小区西区、黄河路、凤凰北大道                           |
| 出口 · 4L · 升降机标志 | 丰和北大道西侧，长江路南侧 |      | 凤凰家园、锦江路、凤凰北大道                                   |
| 註： 設有              |                            |      |                                                                |

## 历史
- 2009年6月2日《南昌市轨道交通1号线一期工程环境影响报告书（简本）》中本站名为长江路站位于位于长江路与丰和北大道交叉口[5][6]。
- 2010年8月30日的1号线一期24个站点暂用名定为长江路站[2]。
- 2010年12月15日确定本站名称不变[7]。
- 2015年12月26日随1号线一期一同启用。